# Euscelus dentipes
Euscelus dentipes es una especie de coleóptero de la familia Attelabidae.

## Distribución geográfica
Habita en La Española, Cuba, Jamaica y Puerto Rico.